# Xinzhai, Shaanxi
Xinzhai är en sockenhuvudort i Kina. Den ligger i provinsen Shaanxi, i den nordvästra delen av landet, omkring 310 kilometer norr om provinshuvudstaden Xi'an. Antalet invånare är 5 933. Befolkningen består av 2 603 kvinnor och 3 330 män. Barn under 15 år utgör 11,0 %, vuxna 15-64 år 79 %, och äldre över 65 år 8,0 %.
Runt Xinzhai är det ganska glesbefolkat, med 28 invånare per kvadratkilometer. Närmaste större samhälle är Wuqi, 20,0 km öster om Xinzhai. Trakten runt Xinzhai består i huvudsak av gräsmarker.
Genomsnittlig årsnederbörd är 757 millimeter. Den regnigaste månaden är juli, med i genomsnitt 212 mm nederbörd, och den torraste är december, med 1 mm nederbörd.